# マーク・ノレル
マーク・ノレル（Mark Norell、1957年7月26日 - ）は、アメリカ合衆国の古脊椎動物学者。ミネソタ州セントポール出身。アメリカ自然史博物館の学芸員であり、古生物学部門リーダー。サハラ砂漠やゴビ砂漠をはじめとするフィールドでの調査を行い、複数の恐竜を発見・命名している。Richard Gilder Graduate School名誉教授。

## 生い立ち
1957年7月26日、アメリカ合衆国ミネソタ州セントポールにて生まれる。1980年にカリフォルニア州立大学ロングビーチ校で学士（理学）、1983年にサンディエゴ州立大学で修士（理学）、1988年にイェール大学で博士（理学）を取得。博士号取得後はポスドクとして1年間にわたってトウモロコシを研究材料に分子遺伝学の研究をし、アメリカ自然史博物館の学芸員に就任。
1989年にイェール大学講師を務め、1991年から1995年まで同大学非常勤助教授、1995年から1999年まで同大学非常勤准教授。90年代にはイェール大学のほかにニューヨーク市立大学とコロンビア大学で古生物学や進化学の講義を受け持った。主にコロンビア大学で学生指導をしており、スティーヴン・ブルサッテも教え子の1人である。

## 研究内容
ノレルは系統推定における形質の重み付けの感度法や欠損データの影響度合いの評価法という系統学的な研究や、小型獣脚類と現生鳥類の間の進化過程、コンピュータ断層撮影をはじめとする化石の可視化技術の開発といった様々な分野の研究を行っている。主なフィールドワークの現場はパタゴニア、キューバ、チリ共和国（アンデス山脈）、モンゴル国（ゴビ砂漠）、サハラ砂漠などである。
具体的な業績には、シュヴウイアやモノニクスの化石の発見、複数の羽毛恐竜の記載（アンキオルニスやメイなど）、恐竜の卵殻の硬度やキチパチの抱卵行動の報告がある。

## 著書
単著
- 『アメリカ自然史博物館 恐竜大図鑑』（田中康平 監訳、化学同人、2020年、ISBN 978-4759820515）

ローウェル・ディンガスとの共著
- 『恐竜ハンター』（群馬県立自然史博物館 監修、SBクリエイティブ、2008年、ISBN 978-4797350050）
- 『ティラノサウルスを発見した男 バーナム・ブラウン』（坂田智佐子 監訳、国書刊行会、2024年、ISBN 978-4336075826）

ユージン・S・ギャフニーとの共著
- 『恐竜の博物館』（瀬戸口烈司・瀬戸口美恵子 訳、青土社、1996年、ISBN 978-4791754595）